# Liste der Monuments historiques in Lavault-Sainte-Anne
Die Liste der Monuments historiques in Lavault-Sainte-Anne führt die Monuments historiques in der französischen Gemeinde Lavault-Sainte-Anne auf.

## Liste der Bauwerke
| Bezeichnung           | Beschreibung                       | Standort | Kennzeichnung | Schutzstatus | Datum | Bild           |
| --------------------- | ---------------------------------- | -------- | ------------- | ------------ | ----- | -------------- |
| Château de Bisseret   | Schloss, erbaut im 15. Jahrhundert | (Lage)   | PA00093134    | Inscrit      | 2015  | weitere Bilder |
| Kirche Ste-Anne       | Erbaut im 16. Jahrhundert          | (Lage)   | PA00093135    | Inscrit      | 1973  | weitere Bilder |
| Hôpital de la Charité | Krankenhaus, erbaut 1909           | (Lage)   | PA03000028    | Inscrit      | 2006  | weitere Bilder |

## Liste der Objekte
| Bezeichnung                            | Beschreibung           | Standort                      | Kennzeichnung | Schutzstatus | Datum | Bild |
| -------------------------------------- | ---------------------- | ----------------------------- | ------------- | ------------ | ----- | ---- |
| Hauptaltar (Fotos in der Base Palissy) | Stein, 12. Jahrhundert | in der Kirche Ste-Anne (Lage) | PM03000224    | Classé       | 1918  |      |